# Winfield S. Cunningham
Winfield Scott Cunningham est né le 16 février 1900 à Rockbridge, comté de Richland, Wisconsin et mort le 3 mars 1986 à Memphis, Tennessee est un amiral américain.

## Biographie
Winfield Cunningham est né le 16 février 1900 à Rockbridge, dans le Wisconsin. Il est le fils de Frédéric Michael et Ruth Ella (Moore) Cunningham. Cunningham a fréquenté l'école à Camp Douglas. En 1916, à l'âge de 16 ans et après avoir terminé son secondaire, il est nommé pour rejoindre l'Académie navale d'Annapolis. À cause de la Première Guerre mondiale, sa classe de 1920 a été sorti plus tôt, le 6 juin 1919. Cunningham a débuté comme enseigne et sa première affectation était sur le transporteur naval l'USS Martha Washington, qui ramenait des troupes de France. Il a ensuite passer les deux ans sur des navires au large des côtes de Turquie. En janvier 1922, le bord de l'USS Huron, il s'embarque pour la Chine et y passe année et demie. De retour aux États-Unis, le 3 mai 1923, il est promu au grade de lieutenant.
Pendant son service en Chine, Cunningham a accédé à la formation de l'aviation. Le 14 février 1925, il rejoint les étudiants à la Naval Air Station Pensacola, en Floride. Durant sa formation, il est promu au grade de lieutenant le 7 juin 1925, et a été désigné pilote de l'aéronavale, le 11 septembre 1925, il devient aviateur qualifié sur porte-avions.
Le 28 novembre 1941, Cunningham, en maintenant un commandant, a pris ses fonctions d'officier responsable, toutes les activités navales, l'île de Wake. Son point de commandement a donné la priorité à l'achèvement de la station aéronavale, plus d'attention à l'amélioration des défenses de l'île.
Le 8 décembre 1941, la nouvelle de l'attaque sur Pearl Harbor atteint l'île de Wake à 07h00, moins de 2,5 heures après le frappe japonaise. Cunningham ordonne à l'ensemble du personnel de se mettre aux postes de combat, en même temps le Major James Devereux, commandant du détachement du 1er Bataillon de Marine, ordonne un «appel aux armes». Cunningham organise un plan de mouvement pour une patrouille de reconnaissance. Il devait décoller à 13h00. Toutefois, une attaque des Japonais commence à 11h57. Le bombardement continue pendant des jours. Le 11 décembre, les navires de guerre japonais s'approchent de l'île.
Cunningham a ordonné au Major Devereux de tirer dès que les navires sont à portée. La petite force américaine sur l'île a repoussé la première tentative de débarquement, mais ils avaient sérieusement besoin de fournitures et de soutien. Après 15 jours, les marins japonais prennent l'île. Le 23 décembre 1941, le commandant Cunningham a finalement donné l'ordre de reddition. Cunningham et les autres survivants ont été pris en captivité.
Cunningham et ses codétenus ont été amenés à bord du transporteur japonais, le Nitta Maru, à Shanghai, en Chine, via Yokohama, au Japon. Le traitement a été rude - cinq hommes ont été exécutés à bord. Deux fois au cours de sa captivité, Cunningham a tenté de s'échapper et a été repris par les Japonais. Pendant sa captivité, il a perdu plus de 35 kilos. Le 18 août 1945, après 1330 jours de détention, le commandant de la prison japonaise a annoncé la fin de la guerre.
Le 24 août 1945, Cunningham a quitté la Chine à bord d'un avion de l'US Army. Il est finalement arrivé aux États-Unis le 4 septembre 1945; le même jour l'île de Wake a été officiellement remise par les Japonais.
Le 10 septembre 1945, Cunningham a subi un examen physique complet au National Naval Medical Center de Bethesda, dans le Maryland. Il a été jugé apte à retourner au travail. Le 4 décembre 1945, il a reçu un avis de sa promotion au grade de capitaine, à compter du 20 juin, 1942. En janvier 1946, il a commencé une période de reconversion, en commençant par la formation de l'aviation de perfectionnement à la Naval Air Station de Pensacola, en Floride.
En mai 1946, le capitaine Cunningham revient en mer en tant que commandant de l'USS Curtiss. Cunningham est resté commandant du Centre de formation technique navale, de Memphis, Tennessee, du 23 juin, 1947 jusqu'à sa retraite le 30 juin 1950, au grade de contre-amiral.
Après la retraite, le contre-amiral Cunningham a vécu à Memphis, Tennessee. Il a écrit un livre, le Commandement de l'île de Wake (1961), à propos de la bataille historique. Il est décédé le 3 mars 1986, à 86 ans et a été enterré dans le cimetière national de Memphis.